# Бжисьце (Ясельський повіт)
Бжисьце (пол. Brzyście) — село в Польщі, у гміні Ясло Ясельського повіту Підкарпатського воєводства.
Населення — 361 особа (2011).
У 1975-1998 роках село належало до Кросненського воєводства.

## Демографія
Демографічна структура станом на 31 березня 2011 року:
|          | Загалом | Допрацездатний вік | Працездатний вік | Постпрацездатний вік |
| -------- | ------- | ------------------ | ---------------- | -------------------- |
| Чоловіки | 172     | 36                 | 122              | 14                   |
| Жінки    | 189     | 32                 | 110              | 47                   |
| Разом    | 361     | 68                 | 232              | 61                   |